# Elvia Allman
Pour les articles homonymes, voir Allman.

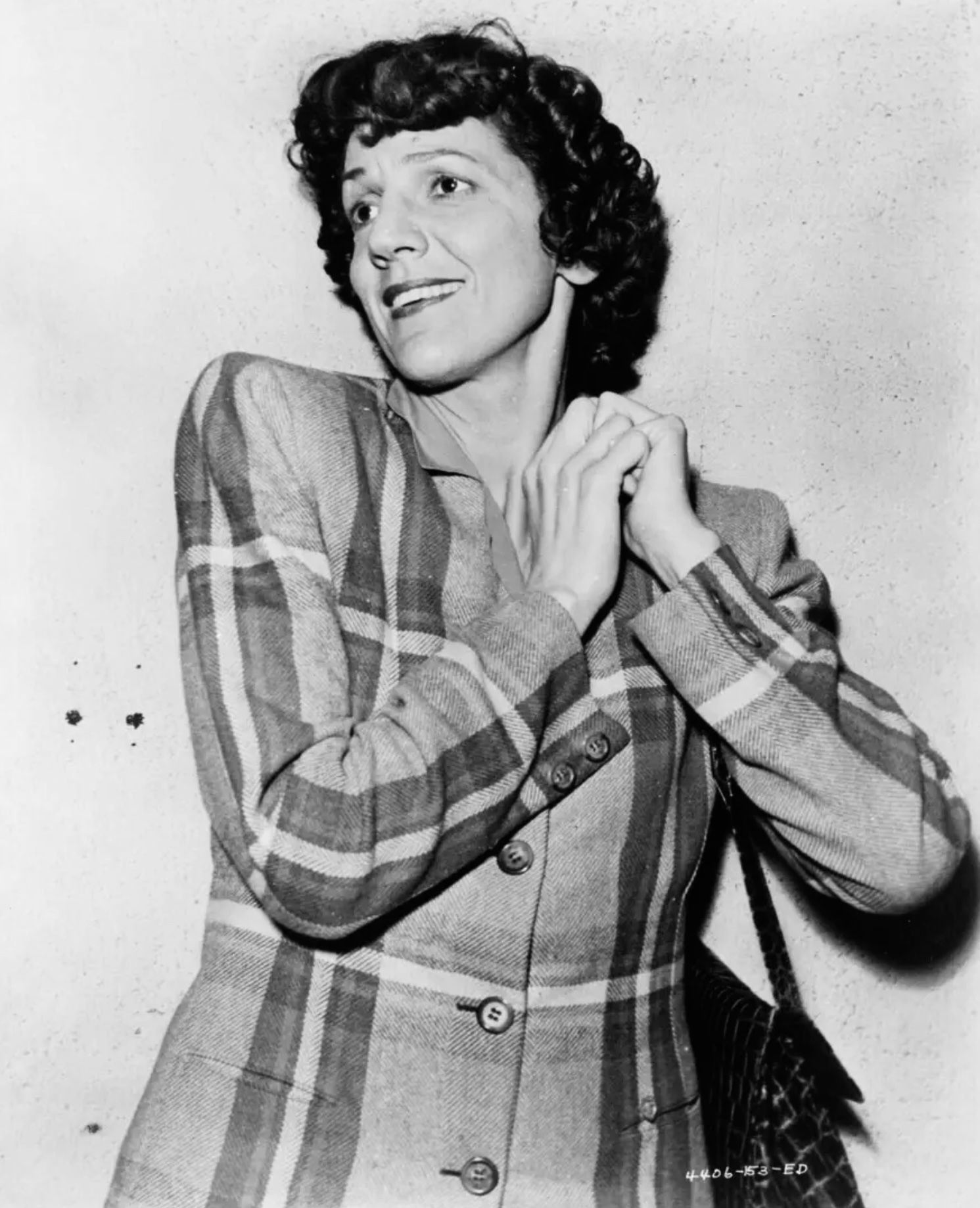
Elvia Allman

Elvia Allman est une actrice américaine, née le 19 septembre 1904 à Enochville, en Caroline du Nord, et morte le 6 mars 1992 à Santa Monica, en Californie (États-Unis), d'une pneumonie.

## Filmographie
- 1936 : Porky's Moving Day : Homeowner (voix)
- 1937 : I Only Have Eyes for You : Woman (voix)
- 1937 : I Wanna Be a Sailor : Mama (voix)
- 1937 : Little Red Walking Hood : Little Red Walking Hood (voix)
- 1940 : En route vers Singapour (Road to Singapore) : Homely girl
- 1940 : A Night at Earl Carroll's : Cobina Gusher
- 1941 : Melody for Three : Radio Station Receptionist
- 1941 : Sis Hopkins : Ripple
- 1942 : Sweetheart of the Fleet : Cobina
- 1943 : Three Hearts for Julia : Eva
- 1944 : In Society : Hysterical Widow
- 1944 : Carolina Blues : Girl
- 1948 : Trente-six Heures à vivre (The Noose Hangs High) de Charles Barton : Woman
- 1951 : Week-End with Father : Mrs. G., Brad's Housekeeper
- 1956 : The Kettles in the Ozarks : Meek Man's Wife
- 1956 : L'Extravagante Héritière (You Can't Run Away from It) de Dick Powell : Ma, Vernon's wife
- 1957 : Blondie (série TV) : Cora Dithers
- 1961 : Mon séducteur de père (The Pleasure of His Company) : Mrs. Mooney
- 1961 : Diamants sur canapé (Breakfast at Tiffany's) de Blake Edwards : Librarian
- 1963 : Docteur Jerry et Mister Love (The Nutty Professor) : Mother Edwina Kelp
- 1964 : Honeymoon Hotel : Mrs. Sampson
- 1967 : Eight on the Lam : Neighbor
- 1977 : La Famille Addams : C'est la fête (Halloween with the New Addams Family) (TV) : Mother Frump
- 1981 : The Adventures of Huckleberry Finn (TV) : Aunt Sally
- 1990 : Le Prince et le Pauvre (The Prince and the Pauper) : Clarabelle (voix)